# Église Saint-Pierre-et-Saint-Paul de Sfax
L'église Saint-Pierre-et-Saint-Paul de Sfax, située dans la ville de Sfax en Tunisie, est une église catholique construite entre 1940 et 1953 pour remplacer un premier lieu de culte détruit en 1943 pendant la campagne de Tunisie. Cédée au gouvernement tunisien en 1964, elle devient une salle de sport avant d'être convertie en médiathèque en 2017.

## Premiers édifices
La présence chrétienne, composée de négociants européens et d'esclaves affranchis, est déjà importante dans la ville de Sfax au XIXe siècle. Un quartier franc peuplé d'environ 70 Européens et entouré de remparts s'étend entre la médina et la mer. De temps en temps, des prêtres maltais viennent rendre visite à cette population et dire la messe dans un grand local situé dans ce qui deviendra l'avenue Ali-Belhouane.
En 1841, une première chapelle dédiée à saint Pierre et saint Paul, est construite par le père capucin Pierre-Paul de Malte avec des fonds provenant de la Société de la propagation de la foi de Lyon, du conseiller d'Ahmed Ier Bey, Giuseppe Raffo, et de l'interprète maltais du souverain, Antoine Bogo mais l'édifice est mal construit et tombe très vite en ruines.

## Construction de l'église

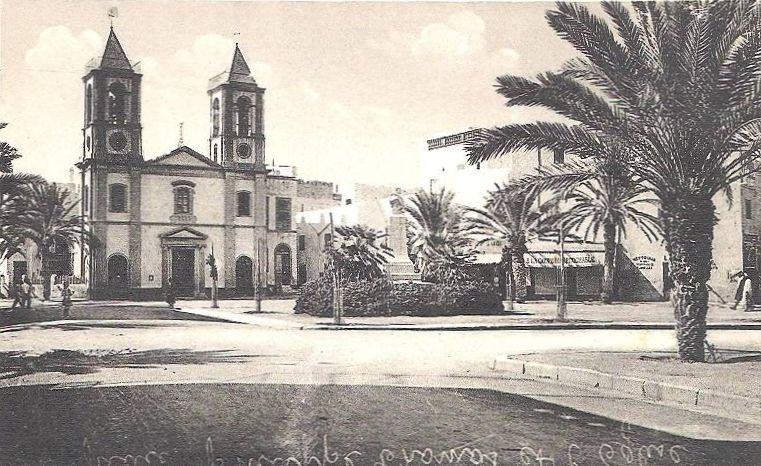
Première église de Sfax dans les années 1920.

En 1845, l'évêque de Tunis, Fidèle Sutter, achète un terrain et y fait bâtir une église remarquable par sa façade à deux clochers. Le 4 décembre, les travaux sont finis et l'édifice est inauguré. Une habitation pour les missionnaires est également bâtie à proximité mais il n'y a pas encore de prêtre permanent.
Dans cette période difficile, la population européenne subit les aléas de la situation politique en Tunisie. En 1864, ils doivent fuir la ville qui est en pleine insurrection contre le régime beylical. La férocité de la répression leur permet de revenir mais c'est pour y trouver une ville en proie à la famine et au typhus.
Enfin, le 27 juin 1881, ils sont à nouveau obligés d'évacuer la ville en catastrophe pour trouver refuge sur les bateaux européens ancrés au large de la côte, lorsque la population se révolte contre la conquête du pays par l'armée française. Lorsqu'ils regagnent leurs foyers le 16 août, beaucoup de maisons ont été détruites par les combats, dont le presbytère et la sacristie et les dégâts subis par la coupole de l'église font craindre son effondrement. Sous la direction du curé, Spiridion-Salvatore-Costantino Buhadgia, les travaux entrepris permettent sa consolidation et son agrandissement ; les offices religieux peuvent reprendre.
L'église est bientôt trop petite face à l'augmentation de la population européenne. Son intérieur austère est alors agrémenté de nombreuses statues vénérées par les fidèles : Notre-Dame de Trapani, patronne des marins italiens, saint André, patron des pêcheurs, saint Antoine, sainte Jeanne d'Arc, Notre-Dame de Lourdes, sainte Thérèse de l'Enfant Jésus, saint François d'Assise, saint Fulgence et Notre-Dame des Douleurs. Le 10 avril 1910, on inaugure les nouvelles orgues qui viennent d'être installés. La place devant l'église est aménagée pour devenir la place Philippe-Thomas (actuelle place de l'Indépendance).
La nécessité de construire une plus grande église devient de plus en plus criante. La population européenne de Sfax en 1922 est estimée à près de 5 500 personnes et l'église ne peut en accueillir que 900 pendant les offices. Dès 1924, un comité de soutien est créé pour collecter les fonds nécessaires au chantier. Dans l'attente, on bâtit des chapelles dans les villages environnants, comme à Moulinville ou à Picqueville, qui seront finalement absorbés par la croissance de Sfax.
Les fonds récoltés à partir de 1930 permettent d'acquérir le terrain et d'envisager un début rapide des travaux mais la volonté de l'archevêque de Tunis de récupérer au profit de l'archidiocèse les sommes récoltées par le comité de soutien bloquent toute avancée. Ce n'est qu'au bout de trois ans de bras de fer que le Vatican cède devant la résolution des Sfaxiens. La souscription peut reprendre en 1936 et la première pierre de la future cathédrale est bénie le 21 avril 1940.

## Destruction pendant la guerre
La campagne de Tunisie débute en novembre 1942. L'importance de la ville en fait un objectif prioritaire pour les bombardements des avions anglais et américains. Les 14 et 30 décembre 1942, le quartier est durement touché. Une religieuse est tuée et les autres pensionnaires de la maison s'en sortent par miracle. Un nouveau raid ravage la ville le 28 janvier 1943. L'église reçoit deux bombes soufflantes et six ou huit bombes tombent à proximité. Elle est toujours debout mais lézardée, effondrée et son clocher penche tellement qu'on hésite à descendre les cloches. Le presbytère n'existe plus, la maison des religieuses non plus. Les offices se déroulent maintenant entre la chapelle de Moulinville et un bâtiment provisoire situé à proximité du marché central et des darses du petit chenal.

## Construction de la nouvelle église
La première pierre posée en 1940 n'existe plus, car détruite par les bombardements, mais les travaux reprennent sur les fondations posées avant la guerre et suivant les plans de l'architecte Pierre Lallemand. La nouvelle église est finalement inaugurée le 28 juin 1953. C'est un rectangle de 50,1 mètres sur 24 mètres ; sa hauteur est de 18 mètres et sa voûte est peu arquée. Sa surface est de 4 000 m2 auxquels s'ajoutent 800 m2 de bas-côtés. 3 000 fidèles peuvent maintenant assister aux offices contre 900 dans l'ancienne église. L'édifice comporte sept travées supportées par treize piliers de trois mètres de haut, reposant sur 350 pieux battus enfoncés à onze mètres ; 1 500 claustra filtrent la lumière.
L'acoustique étant défaillante, un système de sonorisation est ajouté à la fin de l'année. Il est également prévu de construire un clocher en 1956 mais le projet est finalement abandonné. En mai 1957, une grande rosace de cinq mètres de diamètre est installée au-dessus du chœur. Elle représente saint Pierre et saint Paul, les protecteurs de la paroisse.

## Bâtiment après l'indépendance
Le modus vivendi signé entre le gouvernement tunisien et le Vatican le 10 juillet 1964 désigne l'église de Sfax parmi celles qui doivent être cédées au gouvernement tunisien. Elle est alors transformée en salle de sports. Quant aux chrétiens privés de lieux de culte, ils se réunissent en différents endroits suivant les disponibilités tels le temple protestant ou l'église orthodoxe. Depuis quelques années, un lieu de culte permanent a pu être aménagé au rez-de-chaussée de l'ancienne maison des religieuses.
En 2015, il est décidé de transformer l'église en une médiathèque publique. Les travaux de rénovation du monument débutent le 18 juin 2016,.

## Curés de la paroisse
- Antoine-Marie Buhagiar (1872-1884) ;
- Abbé Pierre-Paul (1884-1885) ;
- Spiridione Poloméni (1885-1904) ;
- François Guidicelli (1904-1920) ;
- Antoine Danielli (1920-1930) ;
- Albert Descroix (1930-1943) ;
- Maurice Perrin (1943-1947) ;
- Paul Labbé (1947-1955) ;
- Sauveur Cosenza (1955-1964).